# Aeronautical Academy of Europe-lesvlucht
Een lesvlucht van Aeronautical Academy of Europe (ook bekend als Academia Aeronáutica de Évora, afkorting AAE) vertrok op 15 september 2009 uit de plaats Sevilla in Spanje met bestemming Évora en stortte neer bij Castro Verde in Portugal.
Het was een lesvlucht van de Nationale Luchtvaartschool (NLS) uit Hoofddorp die uitgevoerd werd door zusterorganisatie AAE. Aan boord waren 2 Nederlandse studenten van 18 en 20 en een Spaanse instructeur van 27. Rond 22.30 stortte het vliegtuig, een Piper PA-34-220T Seneca V die eigendom was van de Belgische luchtvaartschool Ben Air Flight Academy (BAFA) en een jaar bij AAE in gebruik was, neer en alle inzittenden kwamen om het leven.